# Agnieszka Radwańska
Agnieszka Roma Radwańska (pronúncia em polaco: agˈɲɛʂka radˈvaɲska (áudio)ⓘ - apelido Aga - Cracóvia, 6 de Março de 1989), é uma ex-tenista polonesa. Conhecida pela maneira inteligente que se movimentava em quadra, conquistou vinte títulos de simples no circuito WTA e teve como ranking mais alto o de 2ª colocada, em julho de 2012. Ainda dentro da Associação de Tênis Feminino, foi vencedora seis vezes do prêmio de favorita da torcida e cinco de jogada do ano.
Radwańska obteve vários progressos. Ela é a primeira atleta da Polônia a chegar a uma final de simples do Grand Slam na Era Aberta – durante o Torneio de Wimbledon de 2012, a primeira polonesa a vencer o WTA Finals (em 2015) e um título de simples da WTA (o WTA de Estocolmo de 2007) e foi a primeira, junto de seu parceiro, a levar a Copa Hopman para seu país (em 2015). Além disso, foi a revelação de 2006 pelo WTA Awards.
Por suas realizações no esporte e por representar seu país com distinção, foi premiada com a Cruz de Mérito nacional pelo então presidente polaco Bronisław Komorowski, em 2013. Em 14 de novembro de 2018, ela anunciou aposentadoria do tênis, justificada por um problema físico.

## Significante finais

### Grand Slam finais

#### Simples: 1 (1 vice)
| Resultado | Ano  | Campeonato | Piso  | Oponente        | Placar        |
| --------- | ---- | ---------- | ----- | --------------- | ------------- |
| Vice      | 2012 | Wimbledon  | Grama | Serena Williams | 1–6, 7–5, 2–6 |

### WTA Premier Mandatory & Premier 5 finais

#### Simples: 7 (4 títulos, 3 vices)
| Resultado | Ano  | Campeonato             | Piso | Oponente            | Placar        |
| --------- | ---- | ---------------------- | ---- | ------------------- | ------------- |
| Vice      | 2009 | China Open             | Duro | Svetlana Kuznetsova | 2–6, 4–6      |
| Campeã    | 2011 | Toray Pan Pacific Open | Duro | Vera Zvonareva      | 6–3, 6–2      |
| Campeã    | 2011 | China Open             | Duro | Andrea Petkovic     | 7–5, 0–6, 6–4 |
| Campeã    | 2012 | Miami Masters          | Duro | Maria Sharapova     | 7–5, 6–4      |
| Vice      | 2012 | Toray Pan Pacific Open | Duro | Nadia Petrova       | 0–6, 6–1, 3–6 |
| Vice      | 2014 | Indian Wells Masters   | Duro | Flavia Pennetta     | 2–6, 1–6      |
| Campeã    | 2014 | Canadian Open          | Duro | Venus Williams      | 6–4, 6–2      |

#### Duplas: 2 (1 título, 1 vice)
| Resultado | Ano  | Campeonato                 | Piso | Parceira           | Oponentes                  | Placar                |
| --------- | ---- | -------------------------- | ---- | ------------------ | -------------------------- | --------------------- |
| Vice      | 2009 | Dubai Tennis Championships | Duro | Maria Kirilenko    | Cara Black Liezel Huber    | 3–6, 3–6              |
| Campeã    | 2011 | Miami Masters              | Duro | Daniela Hantuchová | Liezel Huber Nadia Petrova | 7–6(7–5), 2–6, [10–8] |

## WTA Tour Títulos

### Simples
| Antes de 2009           | A partir de 2009      |
| ----------------------- | --------------------- |
| Grand Slam torneios (0) |                       |
| Ouro Olimpico (0)       |                       |
| WTA Championships (0)   |                       |
| Tier I (0)              | Premier Mandatory (2) |
| Tier II (1)             | Premier 5 (1)         |
| Tier III (1)            | Premier (2)           |
| Tier IV (2)             | International (0)     |

| N. | Data                    | Torneio                       | Piso   | Oponente na final | Placar            |
| 1. | 5 de agosto de 2007     | Estocolmo, Suécia             | Dura   | Vera Dushevina    | 6–1, 6–1          |
| 2. | 10 de fevereiro de 2008 | Pattaya City, Tailândia       | Dura   | Jill Craybas      | 6–2, 1–6, 7–6(4)  |
| 3. | 10 de maio de 2008      | Istambul, Turquia             | Saibro | Elena Dementieva  | 6–3, 6–2          |
| 4. | 21 de junho de 2008     | Eastbourne, Reino Unido       | Grama  | Nadia Petrova     | 6–4, 6–7(11), 6–4 |
| 5. | 7 de agosto de 2011     | San Diego, Estados Unidos     | Dura   | Vera Zvonareva    | 6–3, 6–4          |
| 6. | 1 de outubro de 2011    | Tóquio, Japão                 | Dura   | Vera Zvonareva    | 6–3, 6–2          |
| 7. | 9 de outubro de 2011    | Pequim, China                 | Dura   | Andrea Petkovic   | 7–5, 0–6, 6–4     |
| 8. | 25 de fevereiro de 2012 | Dubai, Emirados Árabes Unidos | Dura   | Julia Goerges     | 7-5, 6-4          |
| 9. | 30 de março de 2012     | Miami, Estados Unidos         | Dura   | Maria Sharapova   | 7-5, 6-4          |

### Duplas
| Antes de 2009           | A partir de 2009      |
| ----------------------- | --------------------- |
| Grand Slam torneios (1) |                       |
| Ouro Olimpico (0)       |                       |
| WTA Championships (1)   |                       |
| Tier I (0)              | Premier Mandatory (1) |
| Tier II (0)             | Premier 5 0)          |
| Tier III (1)            | Premier (0)           |
| Tier IV (0)             | International (0)     |

| N. | Data               | Torneio           | Piso   | Parceiro           | Oponente na final          | Placar              |
| 1. | 21 de maio de 2007 | Istambul, Turquia | Saibro | Urszula Radwańska  | Yung-Jan Chan Sania Mirza  | 6–1, 6–3            |
| 2. | 3 de abril de 2011 | Miami             | Dura   | Daniela Hantuchová | Liezel Huber Nadia Petrova | 7–6(5), 2–6, [10–8] |